# Percnostola
Genre
Percnostola est un genre de passereaux de la famille des Thamnophilidae. Il comprend deux espèces d'alapis.

## Répartition
Ce genre se trouve à l'état naturel dans le Nord de l'Amérique du Sud,.

## Liste des espèces
Selon la classification de référence du Congrès ornithologique international (version 8.1, 2018) :
- Percnostola arenarum (Isler, ML, Álvarez Alonso, Isler, PR & Whitney, BM, 2001) — Alapi d'Allpahuayo, Alapi du varillal
- Percnostola rufifrons (Gmelin, JF, 1789) — Alapi à tête noire
  - Percnostola rufifrons jensoni (Capparella, Rosenberg, GH & Cardiff, 1997)
  - Percnostola rufifrons minor (Pelzeln, 1868)
  - Percnostola rufifrons rufifrons (Gmelin, JF, 1789)
  - Percnostola rufifrons subcristata (Hellmayr, 1908)